# Sayragul Sauytbay
Sayragul Sauytbay, née en 1977 dans la préfecture autonome kazakhe d'Ili, est une directrice d'école du Xinjiang. Elle dénonce le traitement du peuple kazakh en Chine (en) ainsi que le traitement et la campagne de répression contre les musulmans dans ce pays. En 2018, elle fuit la Chine illégalement, puis elle parle aux médias occidentaux des camps d'internement du Xinjiang, où les gens sont emprisonnés pour être rééduqués en Chine. La Suède lui offre l'asile politique, après le refus du Kazakhstan.
Elle reçoit, le 4 mars 2020, le prix international de la femme de courage, remis par Melania Trump, Première dame des États-Unis et Mike Pompeo, secrétaire d'État.